# كلير أوليفر
كلير أوليفر (بالإنجليزية: Clare Oliver)‏ هي ناشِطة أسترالية، ولدت في 25 أغسطس 1981، وتوفيت في 13 سبتمبر 2007 بسبب ورم ميلانيني.